# Béligneux
Béligneux település Franciaországban, Ain megyében. Lakosainak száma 3484 fő (2022. január 1.). Béligneux Balan, Bourg-Saint-Christophe, Bressolles, Pérouges, Saint-Jean-de-Niost és Saint-Maurice-de-Gourdans községekkel határos.

## Népesség
A település népességének változása:
| Lakosok száma | 1022 | 1486 | 2594 | 2819 | 3040 | 3300 | 3333 | 3351 | 3414 | 3484 |
|               | 1968 | 1982 | 1999 | 2006 | 2011 | 2015 | 2017 | 2018 | 2020 | 2022 |